# Hans Beths
Hans Beths (Haarlem, 14 september 1939 – La Nucia, 25 augustus 2015) was een Nederlands drummer.
Hij was zoon van Catharina Alberdina Maria  Heilig en violist Gijs Beths sr. Zuster Vera Beths en broer Gijs Beths jr. traden in de voetsporen van hun vader; Hans pakte het anders aan.
Het zag er niet naar uit dat hij in de muziekwereld zou belanden, al kreeg hij in zijn jeugd ook vioolles van zijn vader. Echter Hans zat liever te roffelen; vader kocht toen van lieverlee toch maar een drumstel voor hem en hij begon zelf met als voorbeeld van Wessel Ilcken verder te oefenen. Hij was op vakantie in Keulen en wilde bij een plaatselijk dansorkestje wel achter het drumstel zitten. Hij was toen al wel deels opgeleid, want hij had meegedaan aan een interscholair jeugdconcours en trad op in jeugdsociëteit Xeno. Het optreden in het dansorkest viel de directeur van de Hochschule für Musik und Tanz Keulen op en die bood hem een (studie)beurs aan. Hij kreeg er les van Kurt Edelhagen (jazz-afdeling), dan ook leider van orkest Europa. Niet veel later speelde hij in een jazzkwartet met saxofonist Rudy Brink, bassist Herman van Regteren en pianist Boudewijn Leeuwenberg. Bovendien toerde hij met orkesten door Duitsland en Zweden (1959-1969); hij maakte er kennis met Milly Scott en Ted Powder, maar ook met allerlei obscure orkestjes. Eenmaal terug in Nederland ging hij werken bij Dick van der Capellen en vanaf 1969 voor Paul van Vliet. Hij zou er tot beginjaren tachtig spelen met onder meer Rob van Kreefeld en Lex Jasper, met die laatste vormde hij een trio. In die periode speelde hij ook wel bij Cees Slinger en Martin Haak. Tijdens het seizoen 1978-1979 moest hij op de voorgrond treden; hij was even “dirigent” van een zangkoortje tijdens de voorstellingen van Van Vliet.
Daarna zat hij achter het drumstel bij bijvoorbeeld Edwin Rutten en Martine Bijl (onder meer programma Martine; ook met Lex Jasper), die in 1985 de Johan Kaart Prijs won.
Hans Beths bleef tot in de laten jaren negentig actief binnen de jazzscene in en om Zandvoort aan Zee (Stichting Jazz).